# Hester Bateman
Hester Bateman, född Needham 1708, död 1794, var en berömd engelsk silversmed. Hon var aktiv från 1761, och bedrev ett silversmideri med sina söner John och Peter i London från 1774 till 1790. Hennes arbeten är märkt med initialerna HB.

## Fotnoter
1. ↑  collections.artsmia.org, Minneapolis Institute of Art agent-ID: 1098, läst: 9 oktober 2017.[källa från Wikidata]
2. ↑  Nelson-Atkins Museum of Art, Nelson-Atkins Museum of Art person-ID: 4777, läst: 9 oktober 2017.[källa från Wikidata]
3. ↑  National Gallery of Canada, National Gallery of Canada artist ID: hester-bateman, läst: 9 oktober 2017.[källa från Wikidata]
4. 1 2  A Historical Dictionary of British Women, andra utgåvan, Routledge, 17 december 2003, ISBN 978-1-85743-228-2.[källa från Wikidata]
5. ↑  Hester Bateman, CLARA (på engelska), CLARA-id: 468.[källa från Wikidata]
6. ↑  Bateman, Hester, Grove Art Online, 12 december 2017, 10.1093/GAO/9781884446054.ARTICLE.T006830.[källa från Wikidata]
7. ↑  CLARA, CLARA-id: 468.[källa från Wikidata]